# Iphiaulax niezabitowskyi
Iphiaulax niezabitowskyi är en stekelart som först beskrevs av Josef Fahringer 1926.  Iphiaulax niezabitowskyi ingår i släktet Iphiaulax och familjen bracksteklar. Inga underarter finns listade i Catalogue of Life.